# Science Adventure
Science Adventure es una serie de videojuegos de novelas visuales de ciencia ficción desarrollados por 5pb., Nitroplus y Chiyomaru Studio. La primera entrada de la serie, Chaos;Head, fue lanzada en 2008, y le siguen Steins;Gate, Robotics;Notes, Chaos;Child y el próximo Steins;???. La serie también incluye los dos juegos de Science Visual Novel Occultic;Nine y Anonymous;Code, ocho juegos derivados basados en Chaos;Head, Steins;Gate, Robotics;Notes y Chaos;Child y otros medios, incluyendo anime, manga, novelas ligeras, audiodramas y obras de teatro.
Los juegos principales y sus derivados tienen lugar en el mismo universo ficticio. Chaos;Head y Chaos;Child se enfocan en individuos con poderes que alteran la realidad, mientras que Steins;Gate se enfoca en viajes en el tiempo. El jugador puede afectar el curso de la historia tomando ciertas decisiones: en Chaos;Head y Chaos;Child, esto se hace eligiendo qué tipo de delirios experimentan los personajes del jugador. Las elecciones en los juegos de Steins;Gate y Robotics;Notes se realizan a través de mensajes establecidos por el jugador a través de un teléfono celular y una tableta en el juego, respectivamente.
La serie está planeada por Chiyomaru Shikura, el CEO de 5pb., compuesta por Takeshi Abo y Zizz Studio, escrita por Naotaka Hayashi junto con otros escritores, y presenta diseños de personajes de artistas como Mutsumi Sasaki, Huke y Tomonori Fukuda. Los desarrolladores tenían como objetivo hacer que la serie se desarrollara dentro de la realidad, ya que Shikura sintió que la hacía más identificable y creíble. La serie ha tenido un éxito comercial y crítico tanto en Japón como a nivel internacional, vendiendo más de lo esperado para el género y ayudando a establecer 5pb. como desarrollador de juegos.

## Títulos
La serie Science Adventure consta de cuatro juegos principales, junto con un quinto en desarrollo, y ocho juegos derivados: uno basado en Chaos;Head, cinco basados en Steins;Gate, uno basado en Robotics;Notes, y uno basado en Chaos;Child. Dos juegos adicionales, la adaptación del juego de la serie de novelas Occultic;Nine y Anonymous;Code, son parte de una serie denominada internamente Science Visual Novel, que originalmente se anunció como separada de Science Adventure, pero que desde entonces se ha incorporado en la serie, con Occultic;Nine siendo actualizada con nuevo contenido en la historia uniéndolos. Algunos de los juegos han recibido ediciones actualizadas con contenido agregado, y hay compilaciones que recopilan varios juegos, como Chaos;Head Dual (que recopila ambos juegos de Chaos;Head) y Steins;Gate: Divergencies Assort (que recopila Steins;Gate 0, Darling of Loving Vows y Linear Bounded Phenogram).
La serie es publicada por 5pb. y Nitroplus en Japón, y por JAST USA, PQube, 5pb. y Spike Chunsoft internacionalmente.

### Juegos principales
- Chaos;Head es la primera entrada de la serie. Fue lanzado originalmente para Microsoft Windows en 2008;[14] una versión actualizada, Chaos; Head Noah, fue lanzada para Xbox 360 en 2009,[20][21] y luego portada a PlayStation Portable,[22] iOS,[23] Android,[24] PlayStation 3,[25] y PlayStation Vita.[26] El juego sigue a Takumi, un enclaustrado que comienza a experimentar delirios después de presenciar un asesinato, y la policía lo sospecha de la serie de asesinatos de la «Nueva Generación».[2][27]
- 'Steins;Gate es la segunda entrada de la serie. Fue lanzado originalmente para Xbox 360 en 2009,[28] y luego portado a Microsoft Windows,[29] PlayStation Portable,[30] iOS,[31] PlayStation 3,[32] PlayStation Vita[33] y PlayStation 4.[34] Una versión actualizada, Steins;Gate Elite, se lanzó para PlayStation 4, PlayStation Vita y Nintendo Switch en 2018, y luego se trasladó a Microsoft Windows e iOS.[19][5][35] El juego sigue a Okabe, quien accidentalmente inventa el viaje en el tiempo; él y sus amigos usan esto para enviar correos electrónicos al pasado, alterando el presente.[2]
- 'Robotics;Notes es la tercera entrada principal de la serie. Fue lanzado originalmente para Xbox 360 y PlayStation 3 en 2012;[36][37] una versión actualizada, Robotics;Notes Elite, fue lanzada en 2014 para PlayStation Vita[38] y luego fue portada a PlayStation 4 y Nintendo Switch.[39] El juego sigue a Kaito y un grupo de personas en un club de robótica de una escuela secundaria, que están tratando de construir un robot gigante realista.[2]
- Chaos;Child es la cuarta entrada principal de la serie. Se lanzó originalmente para Xbox One en 2014,[40] y luego se portó a PlayStation 3, PlayStation 4, PlayStation Vita,[41] Microsoft Windows,[42] iOS y Android.[42][43] Es una secuela temática de Chaos;Head,[40] y sigue a Takuru, quien se da cuenta de que dos asesinatos recientes tuvieron lugar en las mismas fechas que los asesinatos en serie en Chaos;Head, y se entera de que él y varios de sus amigos son posibles futuros. objetivos.[2]
- 'Steins;??? (título provisional) está previsto que sea la quinta entrada principal de la serie. Será una secuela temática, descrita por Mages como para Steins;Gate lo que Chaos;Child es para Chaos;Head.[3][44]

### Juegos secundarios
- Chaos;Head Love Chu Chu! se lanzó originalmente para Xbox 360 en 2010,[45] y luego se portó a PlayStation Portable,[46] PlayStation 3[47] y PlayStation Vita.[26] Es una comedia romántica derivada de Chaos;Head,[4] mientras que es una secuela directa de sus eventos.
- Steins;Gate: My Darling's Embrace se lanzó originalmente para Xbox 360 en 2011,[48] y luego se portó a PlayStation Portable,[49] PlayStation 3,[50] PlayStation Vita,[51] iOS,[52] Nintendo Switch,[53] PlayStation 4 y Microsoft Windows.[54] Es un tipo de juego de «¿y si?» con temática romántica, donde Okabe construye una relación con los personajes de Steins;Gate.[6]
- Steins;Gate: Variant Space Octet[C] fue lanzado para Microsoft Windows en 2011.[55] Es una secuela no canónica de Steins;Gate, presentado como un juego de aventuras basado en texto con arte de 8 bits, donde el jugador escribe comandos para realizar acciones.[6]
- Steins;Gate: Linear Bounded Phenogram se lanzó originalmente para Xbox 360 y PlayStation 3 en 2013,[56][57] y luego se portó a PlayStation Vita,[58] iOS,[59] PlayStation 4, Microsoft Windows[60][19] y Nintendo Switch.[13] Consiste en once historias paralelas ambientadas en diferentes líneas del mundo. Dos de las historias siguen a Okabe, mientras que el resto se centra en otros personajes.[6]
- Steins;Gate 0 se lanzó originalmente para PlayStation 3, PlayStation 4 y PlayStation Vita en 2015,[61] y luego se portó a Microsoft Windows,[62] Xbox One,[63] y Nintendo Switch.[13] Se está desarrollando una versión actualizada, Steins;Gate 0 Elite.[64] El juego es una segunda mitad de Steins;Gate, y se centra en una instancia anterior de Okabe.
- Chaos;Child Love Chu Chu!! fue lanzado para PlayStation 4 y PlayStation Vita en 2017. Es una serie derivada de Chaos;Child, aunque es una secuela directa de sus eventos, en los que Takuru no tiene ningún interés en los extraños eventos que suceden a su alrededor, y en su lugar gasta tiempo con los personajes femeninos del juego.[7]
- 8-bit ADV Steins;Gate[D] se lanzó para Nintendo Switch en 2018. Es un juego de Steins;Gate al estilo de los juegos de aventuras de la década de 1980 para Famicom.[60]
- Robotics;Notes DaSH se lanzó para PlayStation 4 y Nintendo Switch en 2019.[1] El juego es una serie derivada de Robotics;Notes, aunque también es una secuela, y sigue a los antiguos miembros del club de robótica.[65]

### Science Visual Novel
- 'Occultic;Nine se lanzó originalmente para PlayStation 4, PlayStation Vita y Xbox One en 2017,[66] y se planea lanzarlo para Nintendo Switch.[67] Es una adaptación de la serie de novelas del mismo nombre, y sigue a Yuta Gamon, quien dirige el blog de ocultismo Kirikiri Basara.[10]
- Anonymous;Code se planea lanzar para PlayStation 4 y Nintendo Switch en 2021.[68][3]